# 프린스턴대 국제관계센터
프린스턴대 국제관계선터(Center of International Studies)는 프린스턴 대학 부속의 국제관계연구소이다. 1951년 예일국제연구소에 있던 프레드릭 S. 던(Frederick S. Dunn)을 포함하여 6명의 학자들이 프린스턴으로 와서 설립하였다. 세계평화와 국가간에 상호이해를 증진하기 위할 목적으로 설립되었다.